# صدف‌خوار جزایر قناری
صدف‌خوار جزایر قناری (نام علمی: Haematopus meadewaldoi) نام یک گونه از سرده صدف‌خوار است.